# 突撃大隊
突撃大隊（とつげきだいたい、独: Sturmbataillon）とは「特攻隊(Stoßtruppen)」などをはじめとする第一次世界大戦中において、硬直化していた塹壕戦を打破する目的で考案された部隊である。

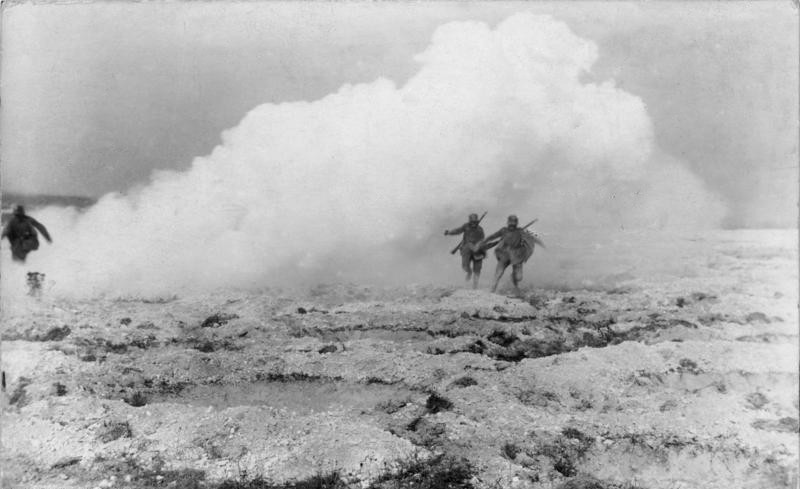
第一次世界大戦において、煙幕の中突撃を敢行するドイツ帝国軍の突撃歩兵 (1917年)

突撃歩兵については、仏Andre Laffargue大尉による提言、伊Ciuseppe Bassi中佐によるアルディーティ隊の創設などがあるが、本項では主にドイツ突撃大隊を取り上げる。

## 概要
ドイツ軍で公式的に突撃部隊が発足したのは、1915年3月「第18工兵大隊」長カルソー（Calsow）少佐によって編成された部隊である。この部隊は指揮官の名を取って「カルソー突撃隊(Sturmabteilung - Calsow)と呼ばれた。戦前から攻囲戦の訓練をしていたのは工兵であり、西部戦線の強力な塹壕を突破するにふさわしい新部隊、新戦術を創造する役目も工兵が中心となって行うこととなった。
塹壕を突破する歩兵にとって一番の悩みは敵の側防機関銃だった。散開隊形で突撃を行っても、その驚異的な発射速度によって歩兵たちはバタバタと射すくめられていった。この問題を解決するためクルップ社で37ミリ軽砲が開発された。
突撃隊最初の任務はフランスでの前線守備だった。新兵器の37ミリ軽砲も前線へと持って行かれた。だが部隊はフランス軍の砲撃などによって大損害を被っている。37ミリ軽砲を使用するや否や、その発射光によって容易に場所を特定され、フランス砲兵の標的とされたからである。クルップ社の37ミリ軽砲は前線では全く役に立たなかった。
第一次世界大戦中、ドイツ帝国陸軍はそれまでの戦術に変わる特に塹壕戦における攻撃のため、17個の突撃大隊と2個の独立した突撃中隊からなる「突撃大隊 (Sturmbataillon)」を編成した。 これらの特殊部隊は、主に教導・訓練部隊として使用され、通常は部隊として配備されない困難な戦闘任務をおった。
戦争が激化するにつれ大隊では膠着した戦線突破のため新たに「特攻隊 (Stoßtruppen)」が編成されるようになる。

## 突撃大隊
突撃大隊への入隊は1915年から1917年の終わりまで自発的な参加形式で行われていた。発足時の大隊への入隊基準は非常に厳しく、猟兵大隊の4個大隊が突撃大隊として訓練を施されたが訓練を受けた者の内、500人以上が不合格とされ転送される具合であった。将校は自動的に隊に配属される場合があったが、大半は25歳未満で、未婚者で身体能力の優れた者が重用されていた。なお、前線勤務についていない兵士や将校は、大隊と短期間過ごすことになっていた。
後にエーリヒ・ルーデンドルフ参謀次長の要請により隊への合格基準が一部修正された。

## 訓練

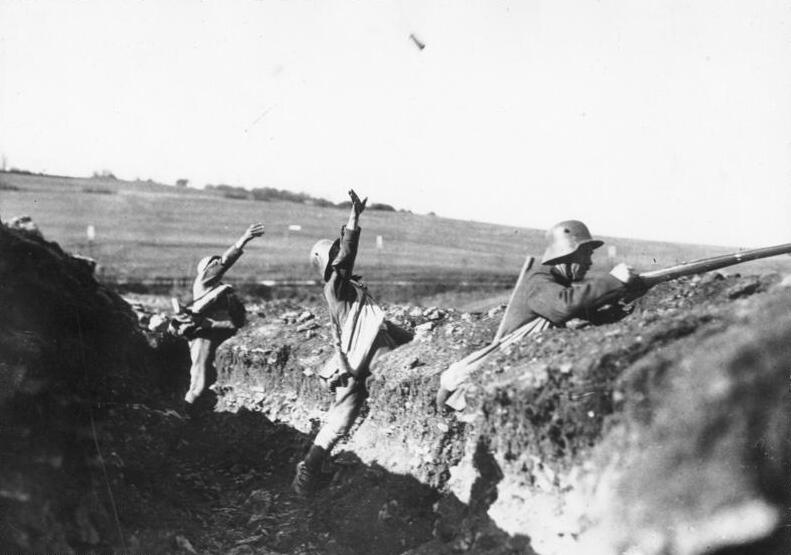
セダン近郊における突撃大隊による訓練 (1917年)

訓練内容は通常の歩兵のそれとは大きく異なっていた。新しい訓練は大戦前の閉鎖的、封建的な制度とは異なり、兵士が将校に従う上意下達の体制ではなく個人の特性を抑圧せず個人の特性、自発性を最大限に発揮させ駆り立てていくものであった。訓練の大部分は肉体鍛錬に費やされ、いくつかの演習では遊戯的な運動も盛んに行われた。(サッカー、ランニング、体操はかなり人気のある活動であった)
他の兵士は、戦術、手榴弾の投げ方といった様々な技術的側面を訓練していた。他には、鉄条網などの開放、塹壕の掃討、火炎放射器部隊との連携、弾幕射撃の追従など、様々な戦闘訓練を行っていた。これらの激しい訓練は死傷者を多く出すこととなった。また、特攻隊の長時間に渡る訓練は一般の兵士達にとって自分たちの訓練時間を減らす格好の口実となっていた。

## 前線へ

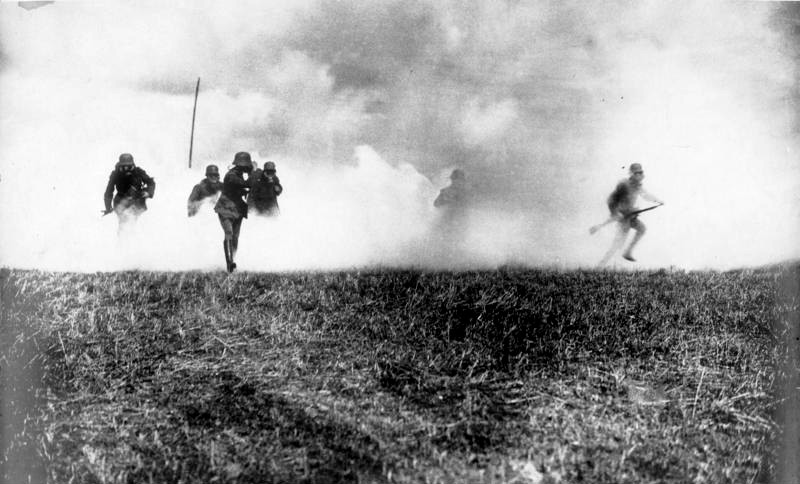
ガス攻撃の中突撃する部隊

1916年、突撃大隊が戦果を発揮したヴェルダンの戦いでの活躍を受けて、猟兵大隊や山岳部隊の一部を突撃大隊へ再編する計画が提案されたが、東部戦線における部隊の消耗によりの第3猟兵大隊(ブランデブルク)のみが、8月4日から第3猟兵突撃大隊に再編された。1916年から創設された多数の大隊は、突撃大隊で訓練を積んだ将兵を多く含んでいたため、エリートとして見なされていた。また、一部の将校や下士官らは、大隊で学んだ技術を広めるため元の部隊に戻っていた。
多くの突撃大隊は当時としては珍しく自動化された部隊であったため、戦場への輸送が迅速に行われ、部隊はほとんどの時間を後方で過ごしており、その後、必要に応じて移動し現地での侵攻や攻撃を行うことができた。

## 特攻隊の発足

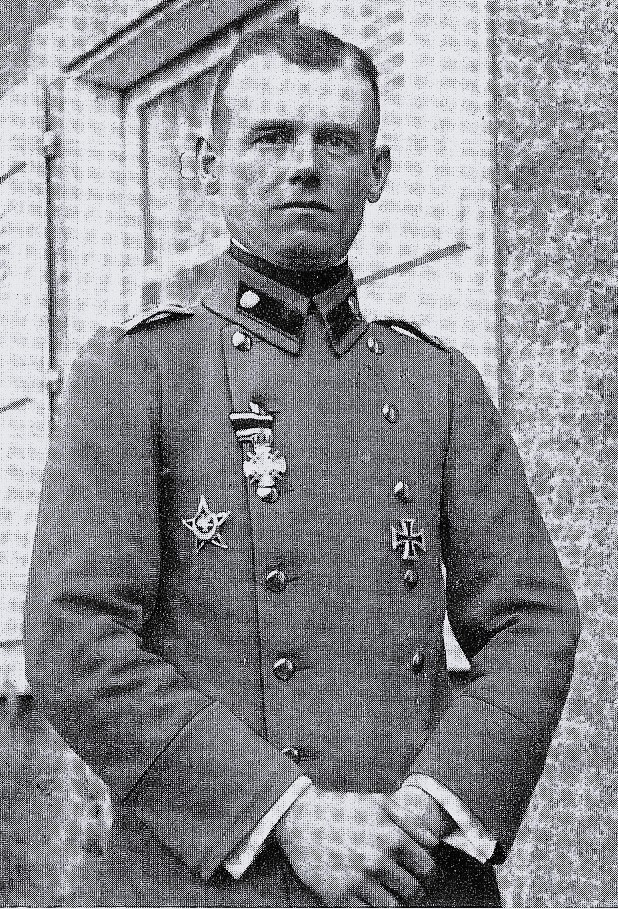
「特攻隊」発起人のローア大尉

『第5突撃大隊「ローア」』旗

1916年5月27日、カルソー少佐の部隊に属していたヴィリー・ローア大尉は「突撃大隊配備のための指導書」と題して、従来の突撃部隊に代わる『特攻隊 (Stoßtrupp)』の創設、突撃大隊の支援を受けた新たな歩兵攻撃の戦術や、一般の歩兵連隊や歩兵大隊への特攻隊の編成を企画し、それぞれが下士官の指揮下で 4 - 8人の兵士で構成されるものとされた。マニュアルには、各特攻隊が小隊や歩兵中隊を率いて無人地帯を通り、有刺鉄線を越え塹壕に侵入、手榴弾で突撃し支援兵器の助けを借りてバンカーや機関銃を破壊する方法などが記述されていた。

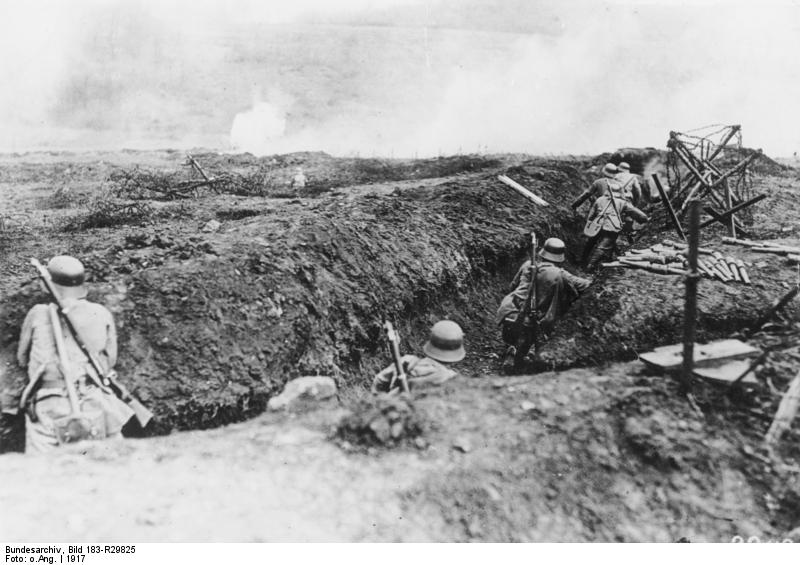
突撃の機会を伺う特攻隊 (1917年)

ローア大尉のこの提案は、1916年版の歩兵操典に追加され、陸軍省と参謀本部により戦術に関する「1906年の演習規則」の一部を差し替え採用された。この規定が採用されたことは、新兵を直ちに塹壕戦に投入可能にすることを意味していた。
1918年の訓練指導規定では、全歩兵を突撃部隊の兵士として訓練するというルーデンドルフの公式見解が下され、この目標達成のために突撃大隊ですでに行われていたものと同様の訓練方法が記述された。これら新戦術の承認にもかかわらず、第2版操典では大隊内での特攻隊の戦術については言及されていない。
ローア大尉が2年間にわたって理論的に発案した特攻隊の戦術は後に公式訓練の一部となっており、ルーデンドルフ自身は突撃部隊の戦術をすべての歩兵に適用させる方針であったが、目下兵士の大半がそれにそぐわない水準であることが1918年頃から想定された。

## 大戦末期の部隊

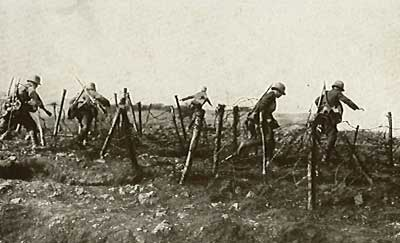
鉄条網を突破する特攻隊

1918年の西部戦線における最初の攻勢(Frühjahrsoffensive, 「カイザーシュラハト」とも呼ばれ、3月21日より攻撃開始)は、この戦争でドイツ側に有利な状況をもたらすものとされた。この攻勢では多数の突撃大隊が戦闘部隊として出撃可能となっていたが、戦略的突破口という目的を達成することはできずまた、大戦末期から兵力の消耗により突撃大隊は中隊規模にまで縮小された。
兵士の大半はほとんど戦争に対する意欲も熱意もなかったので「攻撃師団 (Angriffsdivisionen)」と改名された師団から約4分の1が突撃大隊に選ばれ、25歳から35歳(もともと突撃大隊では25歳以上の男性をほとんど受け入れていなかった)までのすべての男性が含まれ、突撃部隊の方式で訓練され、最新の武器を装備していた。これらの師団が訓練を行っている間、師団の残りの4分の3は塹壕の防衛に忙しく「塹壕師団 (Stellungsdivisionen)」と呼ばれた彼らは、旧式の装備と年配の兵士で苦戦することになった。
大戦後、最後に残った突撃大隊「第5突撃大隊 ローア」は、カッセルの最高陸軍司令部確保のために投入された。

## 供給された火器

### 初期の装備

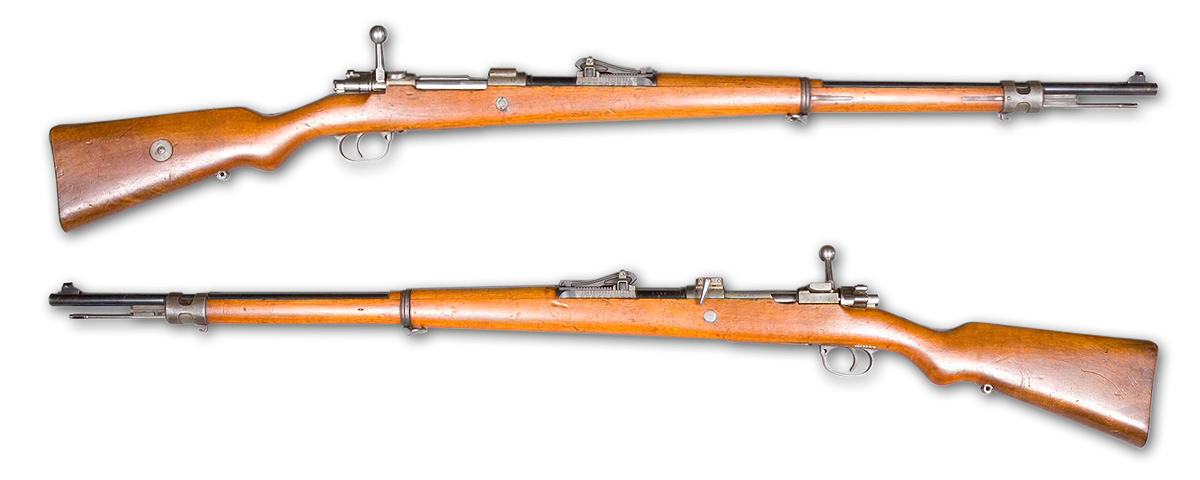
Gewehr 98

1914年頃の特攻隊をはじめとする突撃歩兵の標準的な火器はGewehr 98小銃であった。これは通常戦闘においては有効であったが、その後の塹壕戦では不向きとされ、1915年から短銃身型のKarabiner 98aが「第5突撃大隊 (Sturmbataillon Rohr)」に配備された。小銃の種類が増えたことで管理上の取り扱いが複雑化したが、戦闘では正確で強力な威力を発揮し、西部戦線における部隊の標準兵器となった。

### 近接兵器

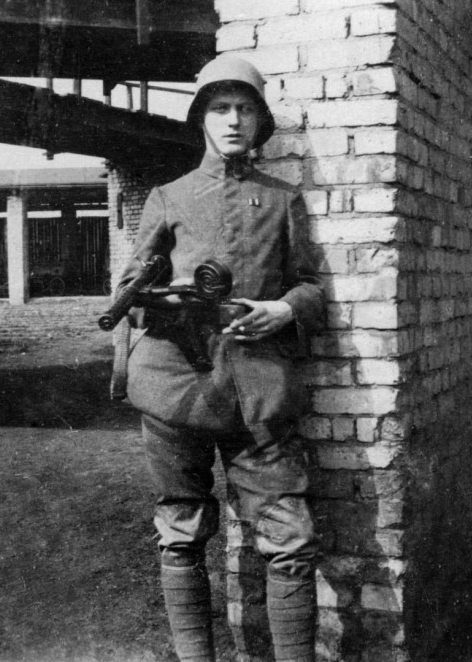
MP18短機関銃とP08拳銃を持つ突撃歩兵 (1918年)

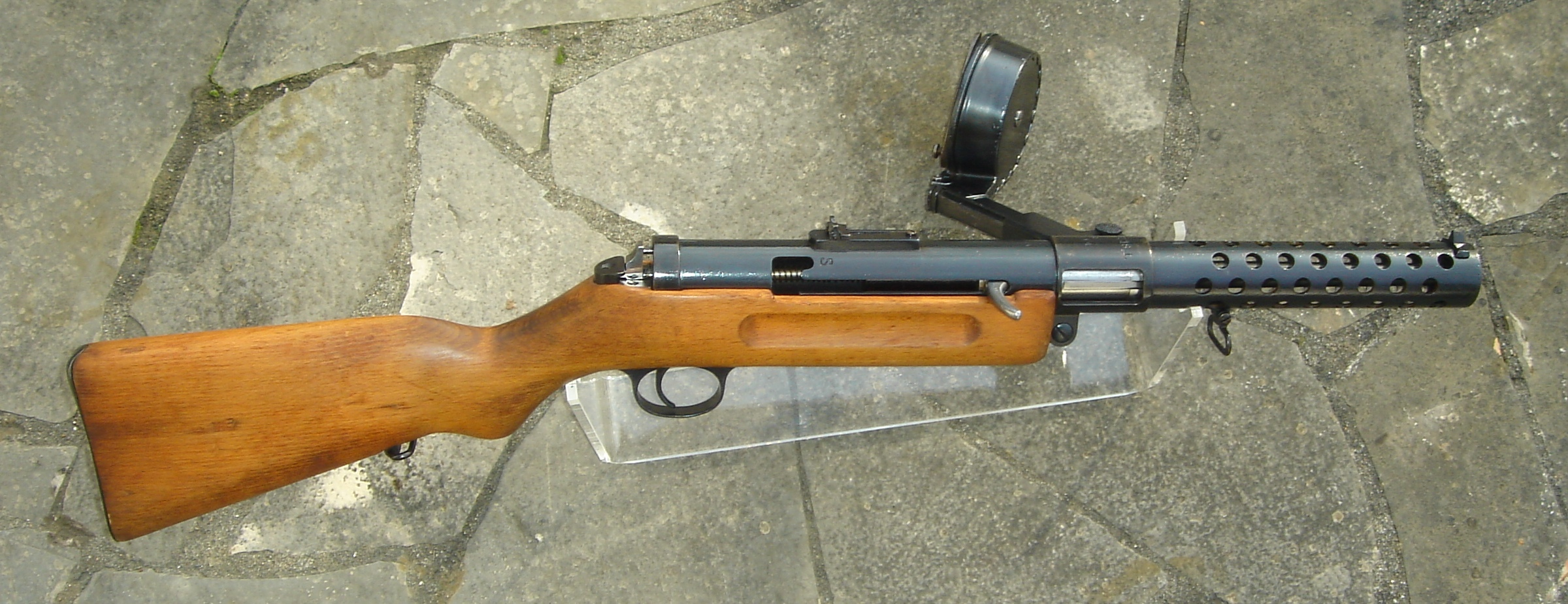
ドラム弾倉型のMP18短機関銃

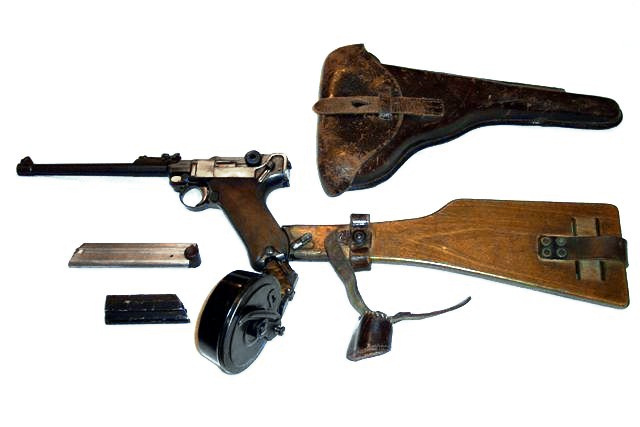
ルガーP08

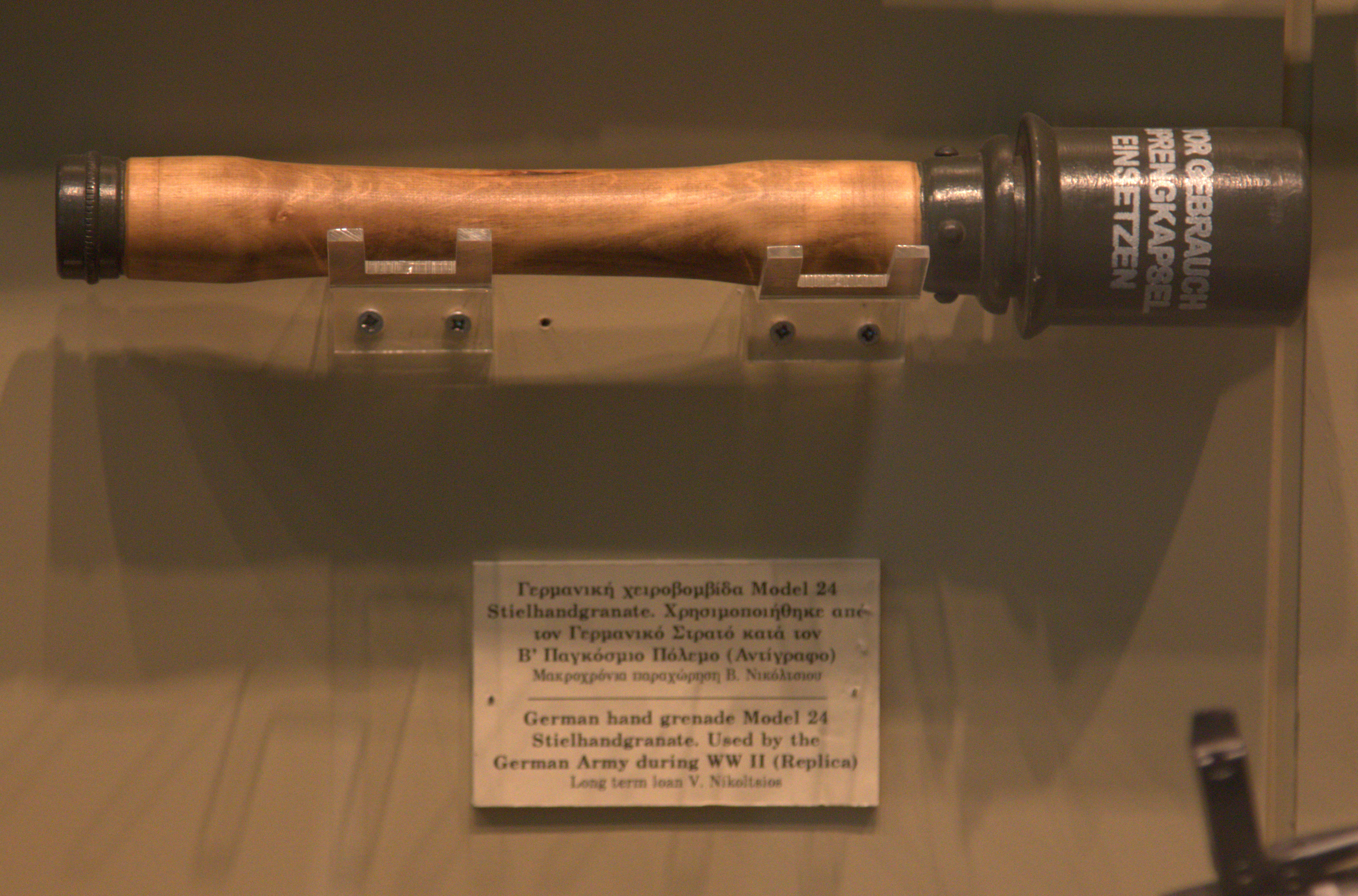
第一次大戦後に開発された1924年式柄付き手榴弾のレプリカ

ドイツ軍から短機関銃のコンセプトを打診されたベルクマン武器製造社は短機関銃の開発を進め、テオドール･ベルグマンとルイス・シュマイザー及びオットー･ブラウスベッターが協力して短機関銃を試作し、翌1918年にはこれが制式化されてMP18と命名された。このMP18こそ、突撃歩兵の中核を担う武器であり、大戦の終結後も世界中に輸出され、ドイツ式の軍隊である国民党軍などでも使用された
この短機関銃MP18は1918年時点で約3万挺供給されており、1917年から既に特攻隊の標準装備の一つとして使用されていた。塹壕での近接戦闘や白兵戦では、32発のスネイル型マガジンを装備したルガーP08が多用された。
1915年に採用された1915年型柄付き手榴弾は1916年のヴェルダンの戦い以降から突撃大隊の基本装備となった。特攻隊では通常の歩兵よりも多く携行するために両肩に下げた麻袋に手榴弾を装備していた。柄付き手榴弾の他に「1917年型卵型手榴弾 (Eierhandgranate)」も装備されていた。

### 支援火器

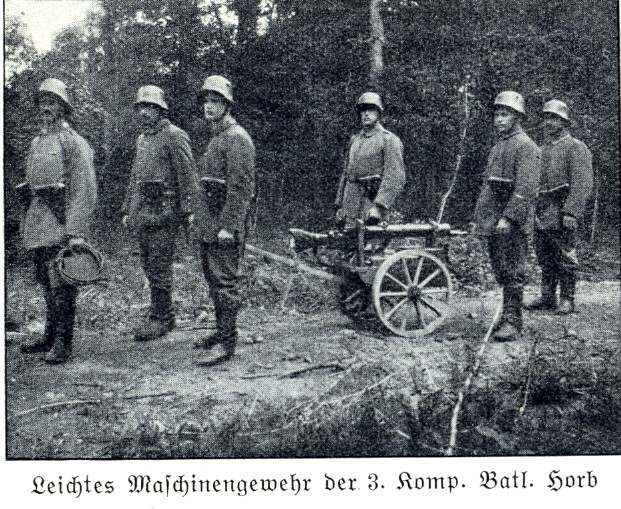
荷車で運搬される08/15軽機関銃。使用時には射手が手で持ち運んだ。

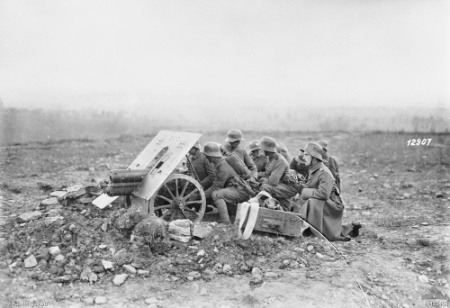
7.62cm歩兵砲

特攻隊では個人装備の小火器などで武装した部隊とは異なる支援部隊が存在していた。
支援部隊には敵陣へ向けて疾走できる脚力を持つ若者が集められ、その兵器としては手榴弾に加えて“軽量機関銃”が必要とされた。ドイツにおいては、1915年から塹壕戦の需要に応え得る“軽量機関銃”の開発が進められていた。 当初は自動拳銃をフルオートで射撃できるよう改造したマシン･ピストルや、62kgもあったMG08重機関銃を18kgまで軽量化して3名で携帯可能としたMG08/15などが検討されたが、いずれも能力・重量において不適格と判断され、1917年になっても“軽量機関銃”プランは実現していなかった。
攻勢を前にして、“軽量機関銃”を実用化する必要に迫られたドイツ軍は、MG08を空冷化して15kgまで軽量化を進めたMG08/18を製造するとともに、簡易な構造で拳銃弾をフルオート射撃できる短機関銃を考案した。
全く新しいジャンルの兵器であり、当時は現物が存在していなかった短機関銃だったが、MG08/18で後方から敵陣に牽制射撃を加えながら突撃歩兵が敵陣まで疾走して肉薄すれば、短い射程の拳銃弾でも充分な制圧火力が発揮でき、手榴弾の投擲と合わせれば確実に敵の機関銃を制圧できる事が想定された。なにより単純な構造であれば、攻勢に間に合うだけの短期間で製造できる事が期待された
機関銃部隊には主に軽機関銃08/15が配備され、鹵獲兵器であるルイス軽機関銃なども使用された。迫撃砲部隊では火炎放射器(Flammenwerfer)が主力に用いられていた。また、敵の機関銃陣地突破のため7.62cm歩兵砲が現地改造されて用いられた。

## 野戦装備

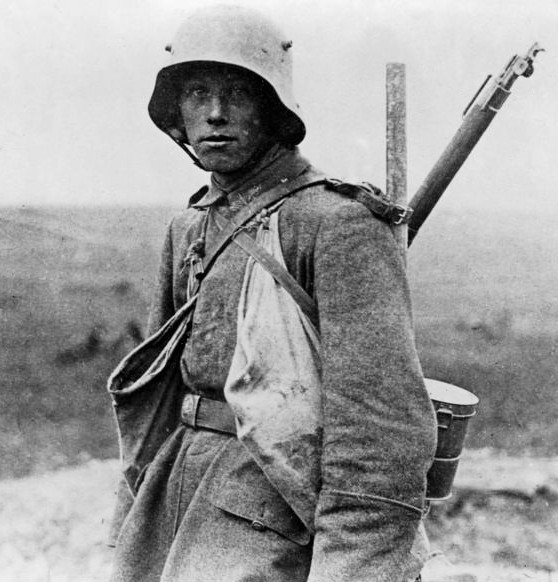
柄付き手榴弾入りの布袋を首から両脇に下げ、小銃・ショベル・ガスマスクケースを背負った兵士。一方でマガジンポーチがベルトバックル付近に写っておらず、携行しているかどうかは不明

1915年時点で特攻隊は歩兵と同様に標準型の野戦服を用いていたが、ヘルメットにおいては、いち早くピッケルハウベ型から1916年型ヘルメットに変更されていた。1915年から化学兵器の登場によりゴム製のフェイスマスクと予備の着脱可能なフィルター付きガスマスクが装備された。
特攻隊を他の一般兵と区別する特徴的なものは1916年初頭に登場した鋼板カバー付きのヘルメットであった。これは1915年からドイツ軍が試験開発していた一連の試製防護服の一つであり、重さ1.20キロのニッケルシリコン鋼製のヘルメットで当時の連合軍のヘルメットより優れた防護性を発揮していた。
特攻隊では一般の兵と異なり迅速に行動するため、装備品類を支える革製のサスペンダーベルトを廃して軽装で重武装化していた。小銃用のマガジンポーチは革製の標準装備に加え、70発分の布で包まれた弾帯(Bandolier)が使用された。また、手榴弾も同様に肩にかける麻袋に携帯されていた。

## 名称について
突撃歩兵の名はドイツ語のStoßtruppe シュトース・トゥルッペ(複数形 Stoßtruppen シュトース・トゥルッペン) の訳語で、直訳すると衝撃部隊の意味である。Stoßが日本では「突撃」と翻訳されて定着しているため、突撃歩兵と和訳されている。しかし、ドイツ軍の教本では「攻撃とは運動、射撃、衝撃(Stoß)及びこれが指向する方向によって効果を発揮する」と定義されており、ドイツ軍では射撃と運動に合わせて衝撃を重要視していた。このようにStoßの本来の意味は衝撃であり、英語でもshock troopsと翻訳されている。しかし、日本では衝撃部隊などと訳されることはまれである。その他、特攻隊や突進隊などの和訳があてられることがある。

## 特攻隊編成の例
- 小隊本部 (Führungstrupp)
  - 小隊長 - 特攻隊長兼務
  - 伝令
  - 無線通信手 - 本部との無線連絡を担当
- 特攻分隊 (Stoßelement) - 各1個2個分隊からなる。 
  - 短機関銃(MP18)と手榴弾(柄付手榴弾)を装備した3名からなる突撃分隊
  - 奇襲により敵至近距離での白兵戦(浸透戦術)を敢行する3名からなる突撃分隊 - 小隊長は通常この分隊を率いて自ら戦闘に参加する。
  - 爆発物取り扱いの2名からなる班 - 場合によっては両突撃分隊に1人のみ
- 副小隊長が率いる支援部隊 (Deckungsgruppe)
  - 狙撃兵1名 狙撃眼鏡付き狙撃手2名
  - 接近中の敵を押さえ左右からの侵入を防ぐ2名からなる機関銃(MG08/18)班
  - 爆薬及び弾薬補充兼運搬兵1 - 2名
  - 軍医1名。
  - 対戦車破壊部隊 - 対戦車防衛などの特殊な状況下の場合のみ編成された。

## 戦術
突撃歩兵は第一次世界大戦で塹壕を突破するために浸透戦術を行うための部隊として編成された。
戦術の詳細については浸透戦術を参照

## 関連文献
- エルンスト・ユンガー 『鋼鉄の嵐の中で』 - 初版の副題が「一特攻隊長の手記」であるとおり、突撃歩兵の現場を詳細に描いている。